# Gare de Noborito
La gare de Noborito (登戸駅, Noborito-eki) est une gare ferroviaire de la ville de Kawasaki, dans la préfecture de Kanagawa, au Japon. La gare est desservie par les lignes des compagnies JR East et Odakyū.

## Situation ferroviaire
La gare de Noborito est située au point kilométrique (PK) 17,3 de la ligne Nambu et au PK 15,2 de la ligne Odakyū Odawara.

## Histoire
La gare a été inaugurée le 9 mars 1927 par la Nambu Railway sur l'actuelle ligne Nambu. La gare de la ligne Odawara ouvre le 1er avril 1927.

## Service des voyageurs

### Accès et accueil
La gare dispose d'un bâtiment voyageurs, avec guichet, ouvert tous les jours.

### Desserte
- Ligne Nambu :
  - voie 1 : direction Tachikawa
  - voies 2 et 3 : direction Kawasaki
- Ligne Odakyū Odawara :
  - voies 1 et 2 : direction Odawara, Karakida et Katase-Enoshima
  - voies 3 et 4 : direction Yoyogi-Uehara (interconnexion avec la ligne Chiyoda pour Ayase) et Shinjuku